# Debian Free Software Guidelines
Die Debian Free Software Guidelines (Debian-Richtlinien für freie Software, kurz DFSG) wurden vom Debian-Projekt aufgestellt, um zu entscheiden, ob eine Software-Lizenz „frei“ ist. Die Open Source Definition basiert auf den DFSG und ist inhaltlich wie formell nahezu identisch. Ferner gibt es starke inhaltliche Gemeinsamkeiten zur Free-Software-Definition des GNU-Projektes.

## Anforderungen
Die DFSG stellt folgende Anforderungen:
1. Erlaubnis der unbeschränkten Weitergabe
2. Verfügbarkeit des Quellcodes
3. Erlaubnis, die Software zu ändern und abgeleitete Werke zu erstellen.
4. Bewahrung des ursprünglichen Quellcodes: Weitergabe von verändertem Code darf nur verboten werden, wenn Patches erlaubt sind.
5. keine Diskriminierung von Personen oder Personengruppen
6. keine Beschränkung des Einsatzbereichs (zum Beispiel kommerzielle Nutzung)
7. keine Einschränkung bezogen auf andere Programme
8. die Rechte der Lizenz gelten für alle (insbesondere unabhängig davon, ob die Software als Teil der Debian-Distribution weitergegeben wird oder nicht)
9. die Lizenz darf keine Auswirkungen auf andere Software haben, die mit dem Programm weitergegeben wird

Alle Kriterien werden unter anderem von der GNU General Public License (GPL), der BSD-Lizenz (2- und 3-Klausel) und der Artistic License erfüllt.

## Freiheitsbegriff
Der Freiheitsbegriff des Debian-Projekts, wie er in den DFSG erläutert wird, deckt sich im Wesentlichen mit den Freiheitsbegriffen der Open Source Initiative (OSI) und der Free Software Foundation. Allerdings ist Debian in der Interpretation von Lizenzen strenger, so dass einige Lizenzen (beispielsweise die Common Development and Distribution License) von der OSI als frei angesehen werden, von Debian jedoch nicht.

## Debian-Legal
Die DFSG sind nur Richtlinien und kein Gesetzestext. Zur Beratung bei der Auslegung der DFSG dient die Mailingliste Debian-Legal. Einige Überlegungen aus dieser Liste:
- Das Versprechen eines Urhebers, Urheberrechtsverletzungen zu dulden, kann eine richtige Lizenz nicht ersetzen. Ein späterer Rechtsnachfolger wäre nämlich nicht an dieses Versprechen gebunden („Tentacles of Evil“-Test).
- Die Lizenz kann nicht verlangen, dass der Lizenznehmer Veränderungen oder ähnliches dem Lizenzgeber mitteilt. Ein Benutzer mit solarbetriebenem Notebook auf einer einsamen Insel könnte diese Bedingung nicht erfüllen („Desert Island“-Test).
- Schärfer formuliert darf die Lizenz gar keine Kontaktaufnahme verlangen, da hierdurch politisch Verfolgte benachteiligt würden („Dissident“-Test).

Die Entscheidung, ob eine Lizenz akzeptabel im Sinne der DFSG ist, treffen letztendlich die „Debian FTP-Master“ bei der Prüfung von neu eingereichten Paketen.

## Auswirkungen auf die Debian-Distribution
In die Debian-Distribution wird nur Software aufgenommen, die diese Anforderungen erfüllt. Die maßgebliche Interpretation der DFSG wird wie bereits erwähnt durch die Abonnenten der Mailingliste debian-legal durchgeführt. Die Debian ftpmaster treffen die letzte Entscheidung, ob ein Software-Paket aufgenommen wird. Bei umstrittenen Lizenzen richten sie sich aber normalerweise nach der debian-legal-Mailingliste.
Es gibt auch einen nicht-freien Bereich (genannt „non-free“) auf den Debian-Servern, der zwar vom Debian-Projekt betreut wird, jedoch nicht Bestandteil der Distribution ist. In diesem Bereich landen Werke, zu deren Verbreitung Debian zwar die Erlaubnis hat, die jedoch die Debian-Richtlinien für freie Software nicht erfüllen. Dies ist dadurch zu erklären, dass es zur Zeit, als die besagte Richtlinien entstanden, noch keinen freien graphischen Browser gab. Seit der Zeit gab es immer wieder Bestrebungen, diesen Bereich abzuschaffen; insbesondere drängte das GNU-Projekt darauf.
Nach einer Änderung des Debian-Gesellschaftsvertrags werden diese Richtlinien zukünftig nicht nur auf Computer-Programme, sondern auf alle Inhalte angewendet. Dadurch müssen seit dem Release „Sarge“ unfreie Firmware, Bilder und Dokumentationen in den nicht-freien Bereich verschoben werden. Der Punkt Dokumentation stellt ein besonderes Problem dar: Ob die GNU-Lizenz für freie Dokumentation die DFSG erfüllt, ist strittig. In einer Abstimmung wurde schließlich entschieden, dass sie, solange sie keine unmodifizierbaren Abschnitte besitzt, von Debian als frei angesehen wird. So werden einige GNU-Dokumentationen von Debian als unfrei angesehen und entweder im Bereich non-free (unter anderem die Dokumentation von tar) oder gar nicht vertrieben.

## Geschichte
Den DFSG voraus ging die „Free Software Definition“ der Free Software Foundation.
Die DFSG wurden von Bruce Perens, dem ehemaligen Projektleiter von Debian, und anderen Debian-Entwicklern verfasst.
Sie wurden das erste Mal im Juli 1997 zusammen mit der ersten Version des Debian Social Contract veröffentlicht.
Auf den DFSG basiert die wenig später folgende Definition von „quelloffener Software“ (englisch „Open Source“), die Open Source Definition der Open Source Initiative (OSI).